# Eric Barone
Eric Barone, noto anche con lo pseudonimo di ConcernedApe (Los Angeles, 3 dicembre 1987), è un autore di videogiochi, compositore e musicista statunitense.
È conosciuto principalmente per aver ideato e sviluppato il videogioco Stardew Valley.

## Biografia
Nacque a Los Angeles, trascorrendo l'infanzia nella città di Auburn, nello stato di Washington, un sobborgo di Seattle. Nel corso di un'intervista ha dichiarato che da ragazzo preferiva la serie di videogiochi Harvest Moon. Ha frequentato l'Università di Washington di Tacoma laureandosi in informatica nel 2011. Inizialmente non considerò l'idea di lavorare come sviluppatore di videogiochi, ma non trovando lavoro dopo essersi laureato, per esercitarsi nella programmazione C#, iniziò a sviluppare il gioco Stardew Valley, pianificando di inserire il gioco nel suo curriculum al fine di rendersi interessante per potenziali datori di lavoro.

## Carriera

### Stardew Valley
Nel 2012 Iniziò a lavorare a Stardew Valley, pubblicandolo nel 2016. Venne elogiato per aver creato un gioco in modo indipendente, come unico designer, programmatore, animatore, artista, compositore e scrittore. Per completare il gioco, Barone ha lavorato 10 ore al giorno, 7 giorni a settimana, per quattro anni e mezzo, lavorando part time come usciere al Paramount Theatre di Seattle.
Prima di svilupparlo per altre consoles, Barone pubblicò inizialmente Stardew Valley su PC. Nel marzo 2022, il gioco aveva venduto oltre 20 milioni di copie. Nel 2017 Forbes lo ha inserito nella lista "30 Under 30: Games" grazie al suo lavoro su Stardew Valley. Dal 2019, è assistito da un altro sviluppatore.

### Progetti futuri
Nell'ottobre 2021, Barone ha annunciato di stare lavorando a un nuovo gioco chiamato Haunted Chocolatier non fornendo indicazioni sulla data di pubblicazione. Nel gioco, il giocatore gestirà un negozio di cioccolatini. Ci sarà maggiore attenzione sui combattimenti rispetto a quanto accade in Stardew Valley. Barone ha aggiunto che "quasi tutto in Haunted Chocolatier, inclusi i combattimenti, è completamente codificato da zero."
Ha inoltre collaborato con Norihiko Hibino, compositore giapponese di colonne sonore per videogiochi, su una serie di album chiamata, Prescription for Sleep. La serie remixa colonne sonore di videogiochi con pianoforte e sassofono. L'album di Stardew Valley venne pubblicato nel maggio 2021. Include 10 tracce della colonna sonora originale del gioco ed una nuova traccia chiamata "Beauty in the Seasons".